# Low G Man: The Low Gravity Man
Low G Man: The Low Gravity Man est un jeu vidéo d'action-plates-formes à thème futuriste développé par la société japonaise KID et édité par Taxan sur la console Nintendo en 1990/1991,.

## Synopsis
En 2284, les humains ont colonisé l'espace et produisent à grande échelle des robots pour les aider. Des extraterrestres ont pris le contrôle d'une planète de production de robots, et les ont reprogrammée afin qu'ils détruisent l'Humanité. Kal, alias Low G Man, équipé d'un contrôleur de gravité, est le seul qui puisse les arrêter.

## Système de jeu
Le jeu est composé de 5 niveaux en 2D à défilement horizontal, sous divisés eux-mêmes en plusieurs sous-niveaux.
Low G Man peut utiliser des véhicules au cours de sa mission.